# Зорица Тасић
Зорица Тасић (Приштина, 1954 – Урошевац, 1994) била је српска књижевница и асистент на Филозофском факултету у Приштини. 
Детињство и младост провела је у Урошевцу, где је завршила основну школу и гимназију. Дипломирала је на Одсеку за педагогију Филозофског факултета у Приштини 1976. а потом и магистрирала 1991. По дипломирању једно време радила је као васпитач у Васпитно-поправном дому у Липљану. На Катедри за педагогију Филозофског факултета у Приштини изабрана је за асистента 1983. године. Објавила је више педагошких чланака и студија у "Просветном прегледу", "Обележјима", "Настави и васпитању" и Зборнику Филозофског факултета у Приштини, а поезију у Јединству, Стремљењима, Свескама и другим листовима и часописима. Није дочекала излазак из штампе своје прве књиге песама  „Плач Неродимља“, коју је објавила Издавачка делатност „Григорије Божовић“ у Приштини 1995. године, изненада је преминула у Урошевцу, у време интензивног рада на докторској дисертацији - 1994.  Сахрањена је на градском гробљу у Урошевцу. 